# Carmelo de São José (Fátima)
O Carmelo de São José ou, simplesmente, Carmelo de Fátima, é um convento de clausura monástica de Monjas Descalças da Ordem da Bem-Aventurada Virgem Maria do Monte Carmelo localizado no lugar da Cova da Iria, na cidade de Fátima, província da Beira Litoral, em Portugal.
Este convento foi consagrado a São José, o santo patrono da ordem religiosa carmelita e da Igreja Católica.
Possui a primeira capela dedicada aos santos pastorinhos de Fátima.